# Kalevahuset

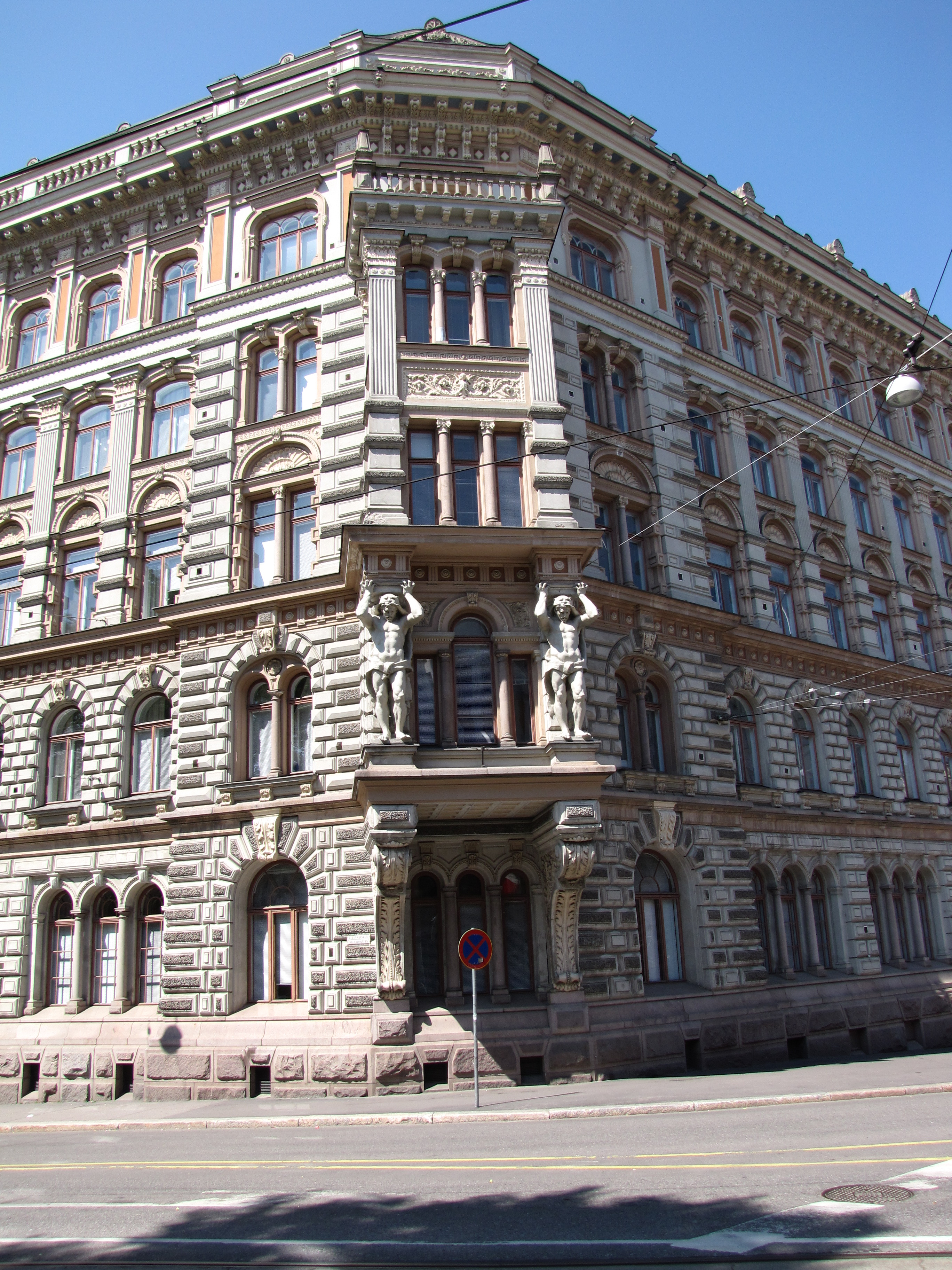
Kalevahuset.

Kalevahuset, eller Skillnadsgatan 2 (också Nylandsgatan 1-3), är en kulturhistoriskt viktig byggnad vid Skillnaden i Helsingfors centrum. Byggnaden har fått sitt namn efter dess byggherre livförsäkringsbolaget Kaleva och stod färdig år 1891. Den är ritad av arkitekten Theodor Höijer och representerar nyrenässans. Byggnaden är en av Höijers viktigaste verk. De senaste renoveringsarbetena avslutades i början av 1990-talet.
Ursprungligen användes byggnaden inte bara av Kaleva utan också av bolagets styrelses medlemmar och deras familjer, liksom Skolstyrelsens överdirektör Leonard Lindelöf och professor Johan Wilhelm Runeberg som var son till nationalskald Johan Ludvig Runeberg. Amos Anderson bodde i byggnaden mellan åren 1907 och 1914. Operasångaren Aino Ackté bodde i byggnaden från 1907 fram till 1930-talet. Tullstyrelsen har legat i byggnaden sedan 1914 och använder numera hela byggnaden. Skogsstyrelsen inhyste byggnaden mellan åren 1924-1991.
Interiörens målningsdekorationer är gjord av Salomo Wuorio. Skulpturdekorationerna är gjord av N. Belugini och fasadens dekorationer är Robert Stigells verk.